# Zhongruan

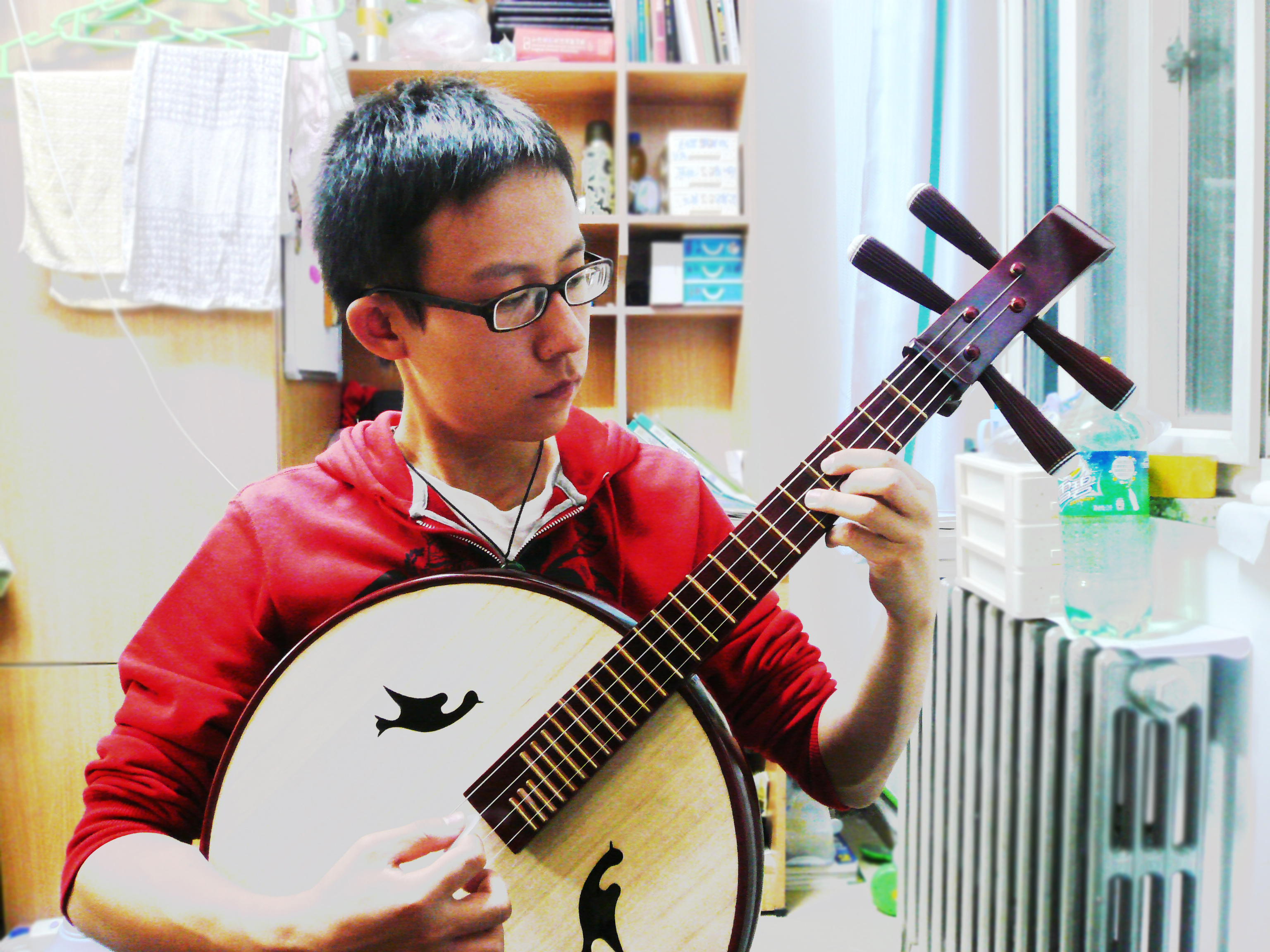
Joueur de zhongruan

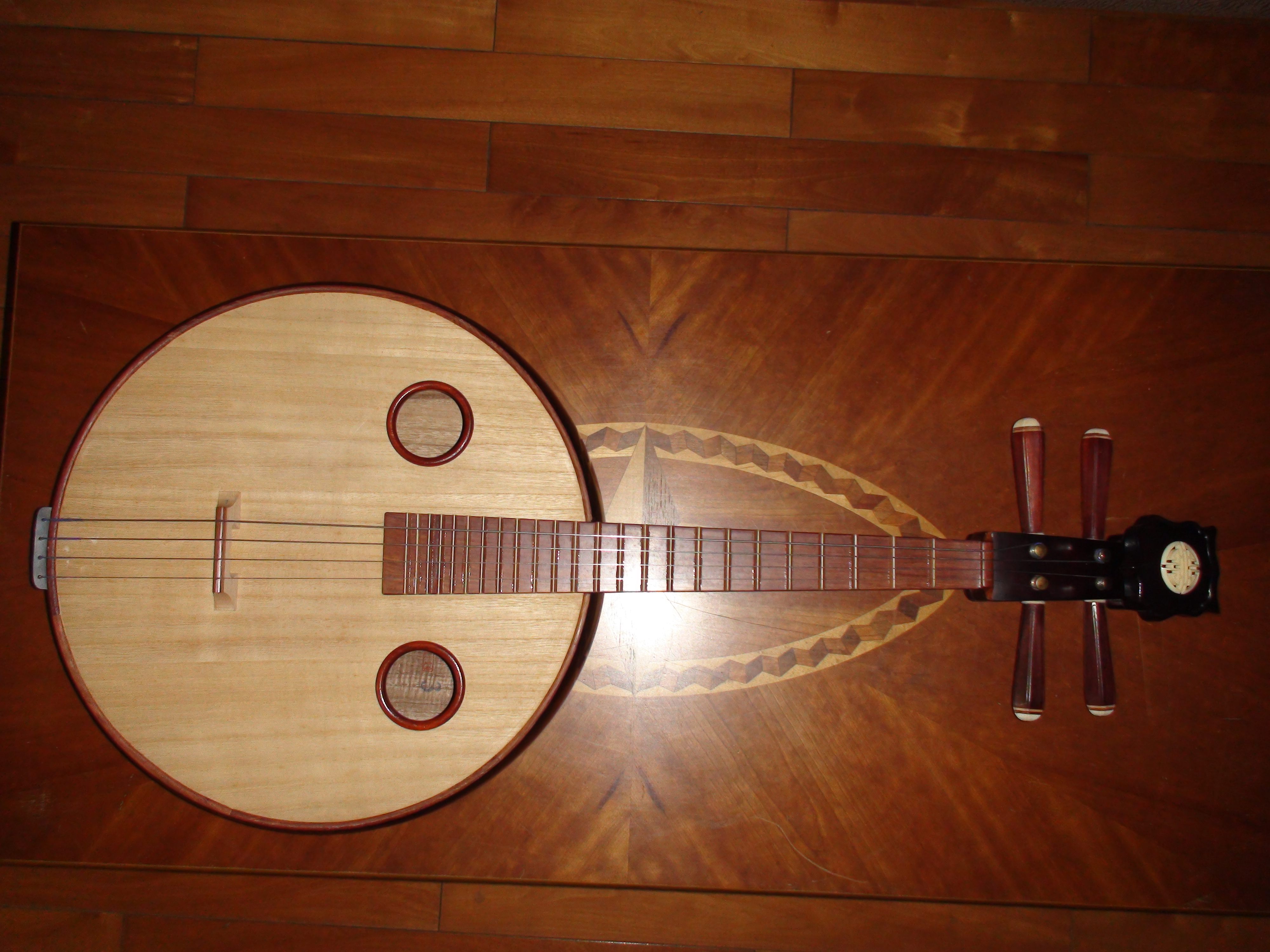
Zhongruan

Le zhongruan (chinois : 中阮 ; pinyin : zhōngruǎn) est un instrument de musique à cordes pincées traditionnel chinois de la famille du luth. Sa caisse de résonance est ronde et généralement de couleur claire (table d'harmonie en bois de rose ou en palissandre clair), avec deux ouïes ; c'est probablement la raison pour laquelle il est aussi appelé "Moon Guitar" [guitare de lune]  en anglais, plutôt qu'à cause de sa sonorité veloutée.
Il comporte quatre cordes et 24 frettes. Il est généralement joué avec un plectre. Ses cordes sont généralement accordées en sol2-ré3-sol3-ré4 et son registre est dans les ténors.